# Cerberodon angustifrons
Cerberodon angustifrons är en insektsart som beskrevs av Piza Jr. 1960. Cerberodon angustifrons ingår i släktet Cerberodon och familjen vårtbitare. Inga underarter finns listade i Catalogue of Life.